# UM 287

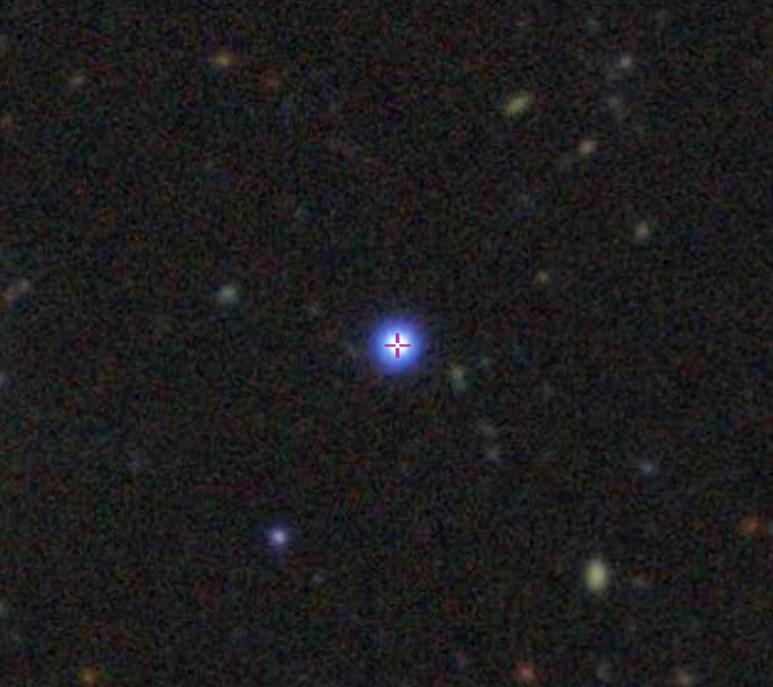
Quasar UM 287 (2024)

UM 287 (auch PHL 868 oder LBQS 0049+0045) ist ein Quasar im Sternbild Walfisch mit einer kosmologischen Rotverschiebung von z ≈ 2,3. Er wurde zwischen 1974 und 1976 im Rahmen des Curtis Schmidt-thin prism survey for extragalactic emission-line objects der University of Michigan entdeckt. Seine bolometrische Helligkeit wird auf 1047,3 erg/s (ca. 1040 Watt) geschätzt, das ausgesandte Licht benötigte circa 10 Milliarden Jahre bis zur Erde. Der Quasar emittiert Lyman Alpha Stahlen. Aufgrund seiner so großen Leuchtkraft ist es einem Forscherteam an der UCSC gelungen den ersten sichtbaren Hinweis auf das Gas der Filamente zu entdecken. Dabei wird eine Gaswolke erleuchtet welche mindestens die doppelte Größe hat, also 2 Millionen Lichtjahre, als bisher entdeckte Gaswolken es haben.